# OFC Under-20 Championship 2013
L'OFC Under-20 Championship 2013 è stato la 19ª edizione del torneo. Si è svolto nelle Figi dal 17 al 29 marzo 2013. La Nuova Zelanda ha vinto il titolo per la quinta volta e si è qualificata per il Campionato mondiale di calcio Under-20 2013.

## Squadre partecipanti
- Figi (paese organizzatore)
- Nuova Caledonia
- Nuova Zelanda
- Papua Nuova Guinea
- Vanuatu

## Stadi
| Lautoka          | Lautoka (Figi) |
| ---------------- | -------------- |
| Churchill Park   | Lautoka (Figi) |
| Capienza: 18.000 | Lautoka (Figi) |
|                  | Lautoka (Figi) |

## Fase a gruppi

### Classifica
| Pos. | Squadra            | Pt | G | V | N | P | GF | GS | DR  |
| ---- | ------------------ | -- | - | - | - | - | -- | -- | --- |
| 1.   | Nuova Zelanda      | 12 | 4 | 4 | 0 | 0 | 13 | 2  | +11 |
| 2.   | Figi               | 9  | 4 | 3 | 0 | 1 | 8  | 8  | 0   |
| 3.   | Vanuatu            | 6  | 4 | 2 | 0 | 2 | 12 | 7  | +5  |
| 4.   | Nuova Caledonia    | 3  | 4 | 1 | 0 | 3 | 15 | 13 | +2  |
| 5.   | Papua Nuova Guinea | 0  | 4 | 0 | 0 | 4 | 4  | 22 | -18 |

### Risultati
| Arbitro: | Norbert Hauata |

|                                         |           |                       |
| Rao 58’ Qasevakatini 68’ Matarerega 84’ | Marcatori | 5’ Damalip 23’ Manuhi |

| Arbitro: | Gerald Oiaka |

|  |           |                                                             |
|  | Marcatori | 5’ (rig.), 11’ Fenton 44’ Watson 79’ Higham 81’ (rig.) Boyd |

| Arbitro: | Bertrand Billon |

|  |           |          |
|  | Marcatori | 23’ Elia |

| Arbitro: | Kader Zitouni |

|                                 |           |                         |
| Nakalevu 9’ Matarerega 33’, 43’ | Marcatori | 28’ Waelua 88’ Wadriako |

| Arbitro: | Salesh Sand |

|                                       |           |                         |
| Fenton 29’ (rig.) Elia 51’ Turner 56’ | Marcatori | 17’ Xalite 25’ Wadriako |

| Arbitro: | Norbert Hauata |

|                                                      |           |         |
| Damalip 25’, 44’, 58’ Shem 48’ Tasso 64’ Tabilip 88’ | Marcatori | 1’ Aisa |

| Arbitro: | Gerald Oiaka |

|                                                                                        |           |                                 |
| Xalite 24’ (rig.), 30’ Bob 28’, 61’ Ranchain 57’, 64’ Decoire 71’ Nonmeu 72’ Wadra 77’ | Marcatori | 4’ Awele 19’ Komolong 39’ Airem |

| Arbitro: | Bertrand Billon |

|                                                      |           |  |
| Fenton 48’ (rig.) Howieson 67’ Watson 69’ Thomas 83’ | Marcatori |  |

| Arbitro: | Kader Zitouni |

|  |           |                     |
|  | Marcatori | 13’, 39’ Matarerega |

| Arbitro: | Salesh Sand |

|                       |           |                               |
| Waelua 69’ 84’ (aut.) | Marcatori | 9’, 51’, 64’ Kaltack 73’ Tari |